# Sorbitol déshydrogénase
La sorbitol déshydrogénase (SDH), ou L-iditol 2-déshydrogénase, est une oxydoréductase qui catalyse la réaction :
L-iditol + NAD+  {\displaystyle \rightleftharpoons }  L-sorbose + NADH + H+.
Cette enzyme est très largement distribuée chez les êtres vivants et a été retrouvée chez les archées, les bactéries, les levures, les plantes et les animaux. Elle agit sur un grand nombre d'alditols, notamment sur le L-iditol, le D-glucitol, le D-xylitol et le D-galactitol. Des enzymes de tissus différents auront des spécificités différentes vis-à-vis des substrats. Cette enzyme est spécifique du NAD+ et ne fonctionne pas avec le NADP+. Un cation de zinc intervient également dans la catalyse.
Elle est connue notamment pour convertir le sorbitol, issu du glucose, en fructose :

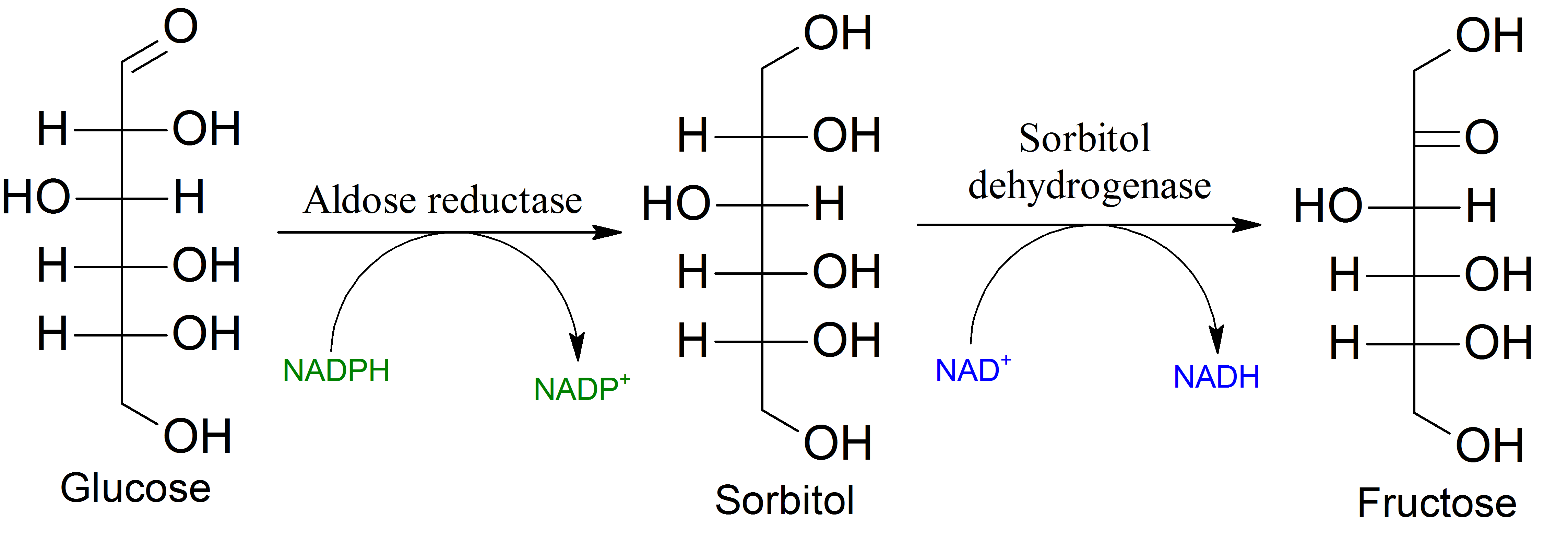
Conversion du glucose en fructose via le sorbitol.